# Філіппо Кортезі
Філіппо Кортезі (італ. Filippo Cortesi; 8 жовтня 1876, Алія, Італія — 1 лютого 1947, Рим) — католицький релігійний діяч. Нунцій у Венесуелі (з 30 травня 1921), в Арґентині (з 19 жовтня 1926), Іспанії (з 4 червня 1936), Польщі (з 24 грудня 1936).
Підписав схвалену сеймом РП додаткову угоду 20 червня 1938 року до Конкордату 1925 між урядом Республіки Польщі та Ватиканом, внаслідок чого було знищено понад 100 православних церков Підляшшя та Холмщини, ревіндиковано близько 2800 га землі, що належала церкві.